# Chu Nguyên vương
Chu Nguyên Vương (chữ Hán: 周元王; trị vì: 476 TCN - 469 TCN), tên thật là Cơ Nhân (姬仁), là vị vua thứ 27 của nhà Chu trong lịch sử Trung Quốc.
Cơ Nhân là con trai của Chu Kính Vương – vua thứ 26 nhà Chu. Năm 477 TCN, Chu Kính vương qua đời, Cơ Nhân lên làm vua, tức Chu Nguyên vương
Năm 473 TCN, Việt vương Câu Tiễn diệt nước Ngô, đem quân vượt sông Hoài cùng các nước chư hầu là Tề, Tấn, họp ở Từ Châu, nộp cống cho nhà Chu. Chu Nguyên Vương ban thịt đến Câu Tiễn, phong làm bá.
Năm 469 TCN, Chu Nguyên Vương qua đời. Ông ở ngôi 7 năm. Con ông là Cơ Giới lên nối ngôi, tức là Chu Trinh Định Vương.